# 짜오잉역
짜오잉역(枣营站)은 중국 베이징시 차오양구 마이쯔뎬 가도 차오양 공원 서문에 위치한 베이징 지하철 14호선의 역이다. 역의 본체 구조는 2012년 10월에 마감되었다. 2014년 12월 28일 14호선 동쪽 구간 개통과 함께 개장되었다.

## 위치
짜오잉역은 동3환 밖에 위치하고 차오양 공원의 서쪽, 차오양궁위안로(남북방향)와 량마허의 교차점에서 북쪽으로 남북방향으로 위치한다. 짜오잉역의 남북 두 구간은 모두 차오양 공원 내의 호수를 통과하고, 역 북쪽에서 둥펑베이차오역으로 가는 구간은 차오양 공원 베이후를 통과하며, 남쪽에서 차오양 공원역으로 가는 구간은 차오양 공원 난후를 통과한다. 호수를 횡단하는 4개의 터널 건설은 베이징 지하철 쉴드 터널링이 호수를 횡단하는 최초의 사례이다.

## 역 구조

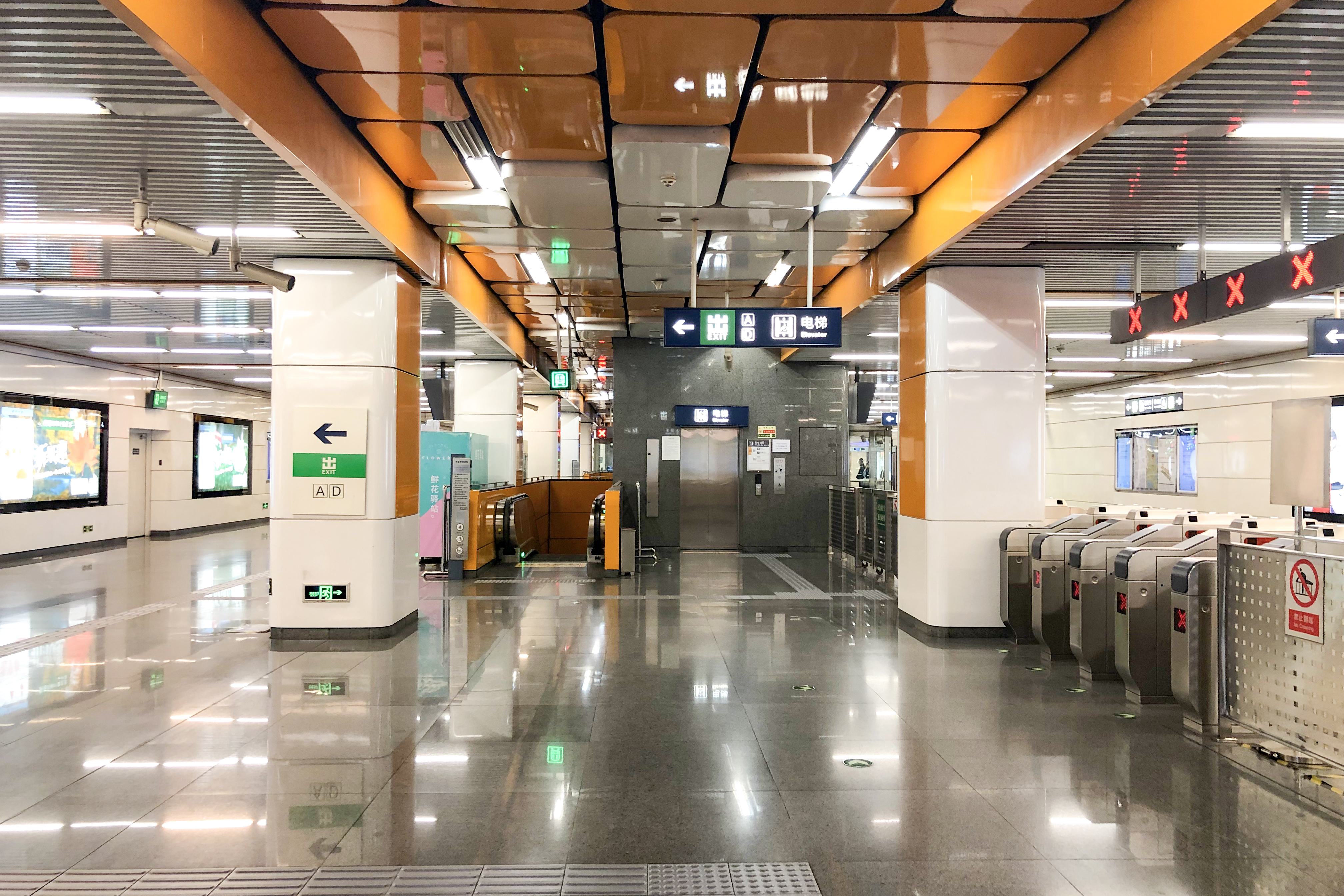
대합실

짜오잉역은 지하 2층 섬식 승강장으로 설계되었으며 승강장의 폭은 12m이다. 구조는 총 길이가 223m이고 개착 방식으로 시공되었다. 출입구는 2개가 설치되었다.
| 지면층          | 출구                            | A—D출구                             |
| 지하 1층 대합실 | 대합실                          | 고객 센터, 자동 매표기, 출입 게이트 |
| 지하 2층 승강장 | ←                               | ■ 14호선 장궈좡 방면 (차오양 공원)  |
| 지하 2층 승강장 | 섬식 승강장, 왼쪽 출입문이 열림 |                                     |
| 지하 2층 승강장 | →                               | ■ 14호선 산거좡 방면 (둥펑베이차오) |

## 출입구
|                         |                                 |                                                                  |      |             |
| 출구                    | 지시                            | 출구 인근                                                        | 사진 | 무장애 시설 |
| 出口 · A                | 차오양 공원로(朝阳公园路)(동측) | SOLANA 쇼핑파크, 베이징시 제80 중학교 짜오잉 분교, 짜오잉 유치원 |      |             |
| 出口 · D                | 차오양 공원로(朝阳公园路)(동측) | 차오양 공원 서문, 국제예술·과학학교                              |      | 빈칸        |
| 아이콘 설명: 엘리베이터 |                                 |                                                                  |      |             |

## 참고 자료
1. ↑  刘春瑞 (2014년 3월 21일). “14号线东段年底通车”. 《新京报》. 2020년 5월 8일에 원본 문서에서 보존된 문서. 2014년 5월 28일에 확인함.
2. ↑  “轨道交通14号线工程规划方案公告”. 北京市规划委员会. 2014년 3월 16일에 원본 문서에서 보존된 문서. 2014년 5월 28일에 확인함.
3. ↑  “北京市规划委员会关于轨道交通M14线金台路至善各庄段沿线车站站名命名预案的公示书”. 北京市规划委员会. 2014년 4월 4일. 2014년 5월 29일에 원본 문서에서 보존된 문서. 2014년 5월 28일에 확인함.
4. ↑  梁琦 (2014년 3월 6일). “14号线明年底通到方庄”. 《北京青年报》. 2014년 5월 29일에 원본 문서에서 보존된 문서. 2014년 5월 28일에 확인함.
5. ↑  涂露芳 段瑞瑞 (2012년 10월 17일). “14号线东段枣营站率先封顶”. 《北京日报》. 2014년 5월 29일에 원본 문서에서 보존된 문서. 2014년 5월 28일에 확인함.
6. ↑  “《北京地铁14号线工程东段（金台路站-终点）变更》环境影响评价第二次公示”. 北京市环境保护科学院. 2014년 3월 20일. 2014년 5월 29일에 원본 문서에서 보존된 문서. 2014년 5월 28일에 확인함.